# Saison 4 de The Cleveland Show
Chronologie
Saison 3
La quatrième et dernière saison de The Cleveland Show a été diffusée pour la première fois aux États-Unis sur la Fox entre le 7 octobre 2012 et le 19 mai 2013.
En France, elle est diffusée sur France Ô entre le 6 septembre 2013 et le 23 décembre 2013.

## Épisodes
| No. | #  | Titre                                                              | Réalisation        | Scénario                                  | Date de diffusion | Date de diffusion | Audience |
| --- | -- | ------------------------------------------------------------------ | ------------------ | ----------------------------------------- | ----------------- | ----------------- | -------- |
| 66  | 1  | Les Évadés de Goochland Escape from Goochland                      | Jack Perkins       | Courtney Lilly                            | 7 octobre 2012    | 23 décembre 2013  | 4,47     |
|     |    |                                                                    |                    |                                           |                   |                   |          |
| 67  | 2  | Menace sur la société secrète Menace II Secret Society             | Ron Rubio          | Clarence Livingston                       | 4 novembre 2012   | 6 septembre 2013  | 3,95     |
|     |    |                                                                    |                    |                                           |                   |                   |          |
| 68  | 3  | À tes ordres, mon général A General Thanksgiving Episode           | Justin Ridge       | Courtney Lilly                            | 18 novembre 2012  | 23 décembre 2013  | 3,26     |
|     |    |                                                                    |                    |                                           |                   |                   |          |
| 69  | 4  | Une histoire de dinde Turkey Pot Die                               | Anthony Agrusa     | Dave Jeser et Matt Silverstein            | 25 novembre 2012  | 6 septembre 2013  | 3,26     |
|     |    |                                                                    |                    |                                           |                   |                   |          |
| 70  | 5  | Ce que femme veut A Vas Deferens Between Men & Women               | Jeff Myers         | John Viener                               | 2 décembre 2012   | 23 décembre 2013  | 3,37     |
|     |    |                                                                    |                    |                                           |                   |                   |          |
| 71  | 6  | Sans foi ni toit Tis the Cleveland to Be Sorry                     | Oreste Canestrelli | Chadd Gindin                              | 16 décembre 2012  | 6 septembre 2013  | 3,06     |
|     |    |                                                                    |                    |                                           |                   |                   |          |
| 72  | 7  | Arnaques et frères Hustle 'N' Bros                                 | Seung-Woo Cha      | Kirker Butler                             | 13 janvier 2013   | 6 septembre 2013  | 2,66     |
|     |    |                                                                    |                    |                                           |                   |                   |          |
| 73  | 8  | Autour du monde avec Cleveland Wide World of Cleveland Show        | Ron Rubio          | Aaron Lee                                 | 27 janvier 2013   | 6 septembre 2013  | 2,57     |
|     |    |                                                                    |                    |                                           |                   |                   |          |
| 74  | 9  | Oui, je le veux Here Comes the Bride                               | Jack Perkins       | Dave Jeser et Matt Silverstein            | 10 février 2013   | 23 décembre 2013  | 2,76     |
|     |    |                                                                    |                    |                                           |                   |                   |          |
| 76  | 11 | Indemnités de licenciement Brownsized                              | Phil Allora        | Steven Ross                               | 3 mars 2013       | 13 septembre 2013 | 3,28     |
|     |    |                                                                    |                    |                                           |                   |                   |          |
| 77  | 12 | Ranimer la flamme Pins, Spins and Fins! (Shark Story Cut for Time) | Steve Robertson    | Jonathan Green et Gabe Miller             | 3 mars 2013       | 13 septembre 2013 | 3,78     |
|     |    |                                                                    |                    |                                           |                   |                   |          |
| 78  | 13 | L'espion qui dératisait A Rodent Like This                         | Seung-Woo Cha      | Aaron Lee                                 | 10 mars 2013      | 23 décembre 2013  | 4,04     |
|     |    |                                                                    |                    |                                           |                   |                   |          |
| 79  | 14 | Votez Tubbs The Hangover: Part Tubbs                               | Ron Rubio          | Aaron Lee                                 | 17 mars 2013      | 13 septembre 2013 | 2,83     |
|     |    |                                                                    |                    |                                           |                   |                   |          |
| 80  | 15 | Le Rêve californien California Dreamin' (All the Cleves are Brown) | Oreste Canestrelli | Dave Jeser et Matt Silverstein            | 17 mars 2013      | 13 septembre 2013 | 4,05     |
|     |    |                                                                    |                    |                                           |                   |                   |          |
| 81  | 16 | Meurtre par œuf Who Done Did It?                                   | Jeff Myers         | Kevin Biggins et Travis Bowe              | 7 avril 2013      | 20 septembre 2013 | 3,38     |
|     |    |                                                                    |                    |                                           |                   |                   |          |
| 82  | 17 | Dr Fist and Mister Balance The Fist and the Furious                | Anthony Agrusa     | Jonathan Green et Gabe Miller             | 14 avril 2013     | 20 septembre 2013 | 2,50     |
|     |    |                                                                    |                    |                                           |                   |                   |          |
| 83  | 18 | Parole de scout Squirt's Honor                                     | Oreste Canestrelli | Daniel Dratch                             | 21 avril 2013     | 20 septembre 2013 | 2,02     |
|     |    |                                                                    |                    |                                           |                   |                   |          |
| 84  | 19 | Comme un homme Grave Danger                                        | Steve Robertson    | Kirker Butler                             | 28 avril 2013     | 20 septembre 2013 | 2,66     |
|     |    |                                                                    |                    |                                           |                   |                   |          |
| 85  | 20 | Monsieur Cacahuète Of Lice and Men                                 | Jeff Myers         | John Viener, Kevin Biggins et Travis Bowe | 12 mai 2013       | 20 septembre 2013 | 1,89     |
|     |    |                                                                    |                    |                                           |                   |                   |          |
| 86  | 21 | M. et Mme Brown Mr. & Mrs. Brown                                   | Steve Robertson    | Chadd Gindin                              | 12 mai 2013       | 27 septembre 2013 | 2,26     |
|     |    |                                                                    |                    |                                           |                   |                   |          |
| 87  | 22 | Train de folie Crazy Train                                         | Ian Graham         | Aseem Batra et Bill Oakley                | 19 mai 2013       | 23 décembre 2013  | 2,14     |
|     |    |                                                                    |                    |                                           |                   |                   |          |
| 88  | 23 | La Roue de la famille Wheel! Of! Family!                           | Anthony Agrusa     | Chadd Gindin                              | 19 mai 2013       | 27 septembre 2013 | 2,43     |
|     |    |                                                                    |                    |                                           |                   |                   |          |